# Genius Sonority
Genius Sonority är ett japanskt företag som grundades i juni 2002. Företaget har bland annat bidragit vid skapandet av  datorspel som EarthBound, Dragon Quest och Pokémon.

## Utvecklade spel
- Pokémon Colosseum (2003)
- Pokémon XD: Gale of Darkness (2005)
- Pokémon Trozei! (2006)
- Pokémon Battle Revolution (2007)
- DS Bungaku Zenshuu (2007)
- Dragon Quest Swords: The Masked Queen and the Tower of Mirrors (2007)
- 100 Classic Book Collection (2008)